# Carl Friedrich von Weizsäcker
Carl Friedrich Freiherr von Weizsäcker (ur. 28 czerwca 1912 w Kilonii, zm. 28 kwietnia 2007 w Söcking) – niemiecki fizyk i filozof. Był ostatnim żyjącym członkiem grupy pracującej nad bronią jądrową dla III Rzeszy. Twórca wzoru Weizsäckera, odkrywca tzw. cyklu węglowego.

## Życiorys
Urodził się w Kilonii, jako syn dyplomaty Ernsta von Weizsäckera. Jego młodszym bratem był Richard von Weizsäcker, późniejszy prezydent RFN i zjednoczonych Niemiec. Jego synem jest Ernst Ulrich von Weizsäcker.
W latach 1929–1933 Weizsäcker studiował fizykę, matematykę i astronomię w Berlinie, Getyndze i Lipsku, był uczniem Wernera Heisenberga i Nielsa Bohra. W 1933 uzyskał doktorat, w 1936 habilitował się. W latach 1942–1944 wykładał fizykę teoretyczną w Strasburgu. W czasach Trzeciej Rzeszy uczestniczył w badaniach nad niemiecką bronią jądrową. W 1945 roku został internowany w Wielkiej Brytanii. W latach 1946–1957 pracował jako kierownik działu w Instytucie Maxa Plancka w Getyndze. W latach 1957–1969 wykładał filozofię na uniwersytecie w Hamburgu. W latach 1970–1980 kierował Instytutem Maxa Plancka. W 1961 otrzymał Pour le Mérite za Naukę i Sztukę. Był członkiem Rady Naukowej Instytutu Nauk o Człowieku. W 1989 został laureatem Nagrody Templetona.

## Twórczość
- 1943: Zum Weltbild der Physik
- 1948: Die Geschichte der Natur
- 1957: Atomenergie und Atomzeitalter
- 1959: Christlicher Glaube und Naturwissenchaft
- 1963: Bedingungen des Friedens
- 1964: Die Tragweite der Wissenschaft
- 1969: Der ungesicherte Friede
- 1971: Die Einheit der Natur
  - 1978: wyd pol. Jedność przyrody, tłum. K. Napiórkowski i in.
- 1977: Das Garten des Menschlichen
- 1986: Die Verantwortung der Wissenschaft im Atomzeitalter
- 1989: Deutlichkeit. Beiträge zu politischen und religiösen Gegenwartsfragen
- 1990: Wahrnehmung der Neuzeit
- 1992: Der Garten des Menschlichen
- 1994: Der bedrohte Friede – heute
- 1997: Bedingungen des Friedens
- 2002: Aufbau der Physik
- 2002: Zum Weltbild der Physik